# 森特勒利亞 (愛荷華州)
森特勒利亞（英語：Centralia）是一個位於美國愛荷華州迪比克縣的城市。

## 地理
森特勒利亞的座標為42°28′29″N 90°50′10″W / 42.47472°N 90.83611°W，而該地的平均海拔高度為346米（即1135英尺）。

## 人口
根據2010年美國人口普查的數據，森特勒利亞的面積為1.50平方千米，當中陸地面積為1.50平方千米，而水域面積為0.00平方千米。當地共有人口134人，而人口密度為每平方千米89人。